# Ван Ден Боссе, Мартин
Мартин ван ден Боссе (нидерл. Martin Van Den Bossche; род. 10 марта 1941, коммуна Борнем, провинция Антверпен, Бельгия) — бельгийский профессиональный шоссейный велогонщик в 1963-1974 годах.

## Достижения
1961
2-й Тур Австрии — Генеральная классификация
1-й — Этап 6
10-й Чемпионат мира — Групповая гонка (любители)
1962
1-й — Этапы 2 и 7b (ИГ) Тур Бельгии (любители)
1964
1-й Схал Селс
2-й Tour du Condroz
4-й Гран-при Наций
5-й Льеж — Бастонь — Льеж
1965
3-й Льеж — Бастонь — Льеж
4-й Схелдепрейс
1966
2-й Гран-при Денена
10-й Чемпионат мира — Групповая гонка (проф.)
10-й Тур де Франс — Генеральная классификация
1967
1-й Омлоп ван хет Васланд
1-й — Этап 5b (КГ) Тур де Франс
3-й Гран-при Вилворде
3-й Circuit des frontières
8-й Тур Бельгии — Генеральная классификация
1968
1-й — Этап 1 Неделя Каталонии
2-й Кубок Уго Агостони 
5-й Джиро ди Ломбардия
1969
1-й — Этап 5 Неделя Каталонии
2-й Милан — Турин
2-й À travers Lausanne
3-й Дрёйвенкурс Оверейсе
4-й Джиро ди Ломбардия
1970
3-й Джиро д’Италия — Генеральная классификация
1-й  Горная классификация
2-й Дрёйвенкурс Оверейсе
4-й Тур де Франс — Генеральная классификация
8-й Париж — Ницца — Генеральная классификация
9-й Супер Престиж Перно
9-й Джиро ди Сардиния
10-й Тур Романдии — Генеральная классификация
1971
9-й Гран-при Пино Черами
1972
1-й Рома Максима
4-й Схелдепрейс

## Статистика выступлений

### Гранд-туры
| Гранд-тур                 | 1966 | 1967 | 1968 | 1969 | 1970 | 1971 | 1972 |
| ------------------------- | ---- | ---- | ---- | ---- | ---- | ---- | ---- |
| Джиро д’Италия            | —    | —    | НФ   | НФ   | 3    | —    | 29   |
| Тур де Франс              | 10   | 59   | —    | 23   | 4    | —    | 15   |
| (c 2010 ) Вуэльта Испании | —    | —    | 38   | —    | —    | —    | —    |

| —  | Не участвовал  |
| НФ | Не финишировал |